# Parque nacional Tusheti
El Parque Nacional Tusheti en el este de Georgia es una de las ocho nuevas áreas protegidas aprobadas por el Parlamento de Georgia el 22 de abril de 2003.
El Fondo para el Medio Ambiente Mundial (FMAM) y el Banco Mundial formaron parte de este proceso de aprobación en el marco del «Proyecto de desarrollo de áreas protegidas de Georgia». Las plantas conservadas en el parque son los pinares (Pinus sylvestris) , y los abedules Betula raddeana).
Las Áreas Protegidas de Tusheti incluyen el parque nacional Tusheti, el Paisaje Protegido de Tusheti y la Reserva Natural Estricta de Tusheti con un área protegida total de 113.660,2 ha.
Las principales especies de fauna del parque son el leopardo de Anatolia, el oso, la gamuza, el halcón, el águila real, el quebrantahuesos, el lince, la cabra montés, la cabra montesa y el lobo. Fue nombrado por BudgetTravel como uno de los «12 mejores lugares de los que nunca se ha oído hablar» en 2011, no únicamente por su rica biodiversidad, sino también por su terreno estético, sus caseríos, sus viejas torres de defensa, su gastronomía y su cultura popular.

## Situación
El parque se encuentra en la región montañosa de Tusheti, en el noreste del país. Está a 205 kilómetros (127 millas) de Tiflis, y la ruta de Alvani se encuentra a 120 kilómetros de distancia. La carretera Omalo-Alvani, de 85 kilómetros de longitud, se encuentra en un terreno montañoso y es difícil de conducir. El centro de visitantes de los parques y reservas de Tusheti está situado a lo largo de los 85 kilómetros (53 millas) de la cuenca principal del Cáucaso, en la parte baja de Omalo. Su ecorregión es la del bosque mixto del Cáucaso.

## Características
El parque tiene una superficie aprobada de 83.453 hectáreas, que se encuentra dentro de un rango de elevación de 900 a 4.800 metros. Las principales funciones de la administración del parque son proteger y conservar la flora y la fauna del parque, apoyando al mismo tiempo los intereses de las 50 comunidades nómadas y logrando la conservación de los monumentos históricos vinculados con él; y también fomentar el ecoturismo.
Para la cabra montés (Capra aegagrus), el parque es el único hábitat intacto. Para proteger a esta especie de la caza furtiva y permitir su observación en el parque por parte de los visitantes, el Centro de Conservación e Investigación de la Biodiversidad (NACRES), miembro de la Unión Internacional para la Conservación de la Naturaleza, llevó a cabo un proyecto piloto titulado «potencial de observación» mediante el monitoreo de los «riesgos y beneficios para la conservación y el costo de establecer y operar senderos de observación de la vida silvestre». Los socios locales asociados con este estudio fueron Tusheti Guide y Friends of Tusheti Protected Areas. Se estableció un plan de monitoreo de cabras silvestres y se capacitó a guías locales, guardaparques y grupos locales para asegurar la protección de las cabras silvestres. El proyecto ha tenido éxito, ya que ahora más visitantes pueden ver la cabra, y NACRES continúa con su apoyo.

## Fauna
En el parque nacional Tusheti hay siete mamíferos, diez aves y un pez que están en la Lista Roja de Georgia,  representados por nutrias, osos pardos, cabras salvajes, tur, y ciervos. Las aves, incluyendo algunas especies raras, son comunes en el parque. Incluyen el águila imperial, el águila moteada mayor, el cernícalo primilla, el águila esteparia, el milano negro, el buitre, el aguilucho cenizo, el urogallo del Cáucaso y el gallo de las nieves del Cáucaso. La trucha es la única especie de peces de la lista.

## Galería

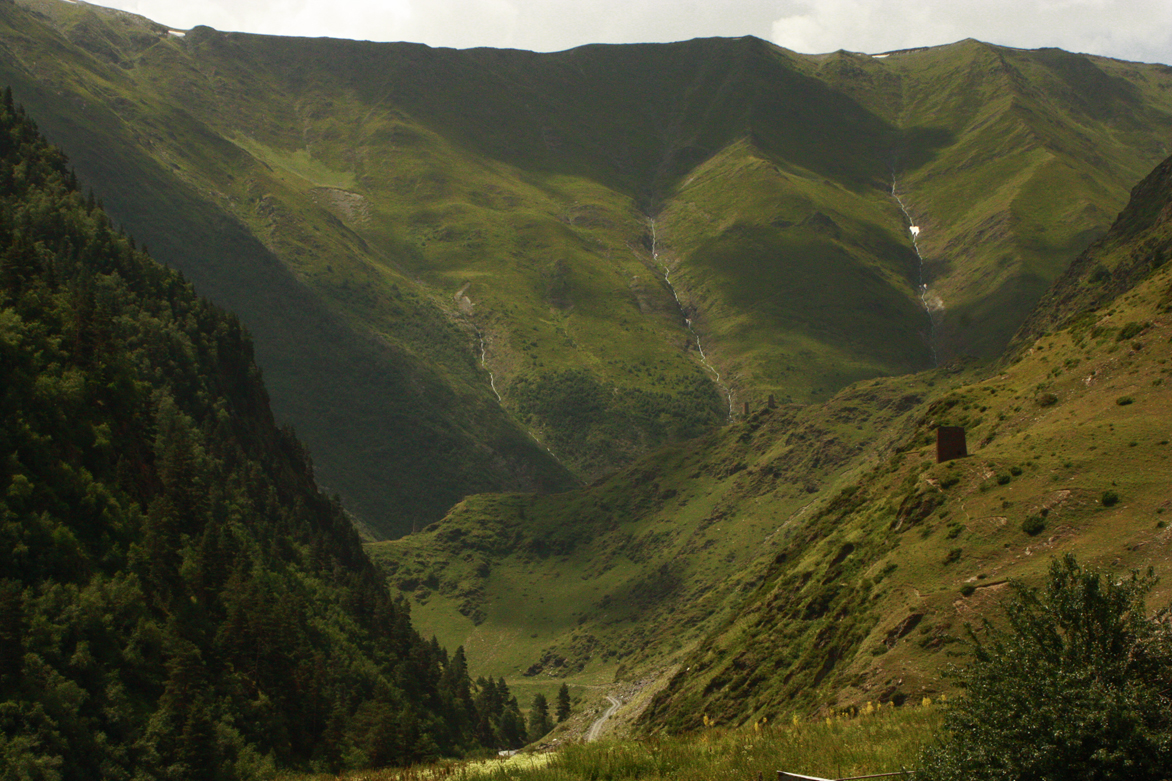
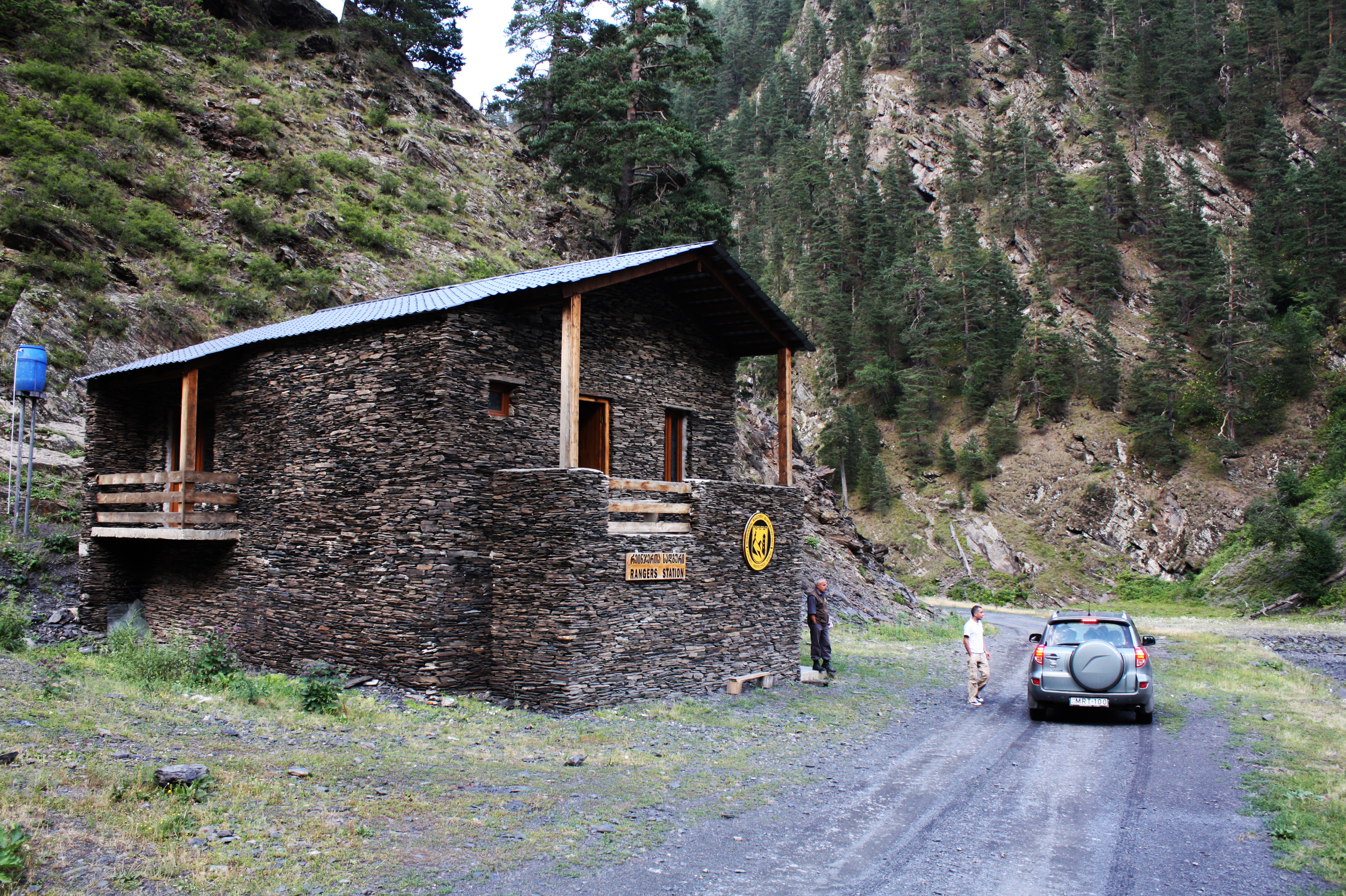
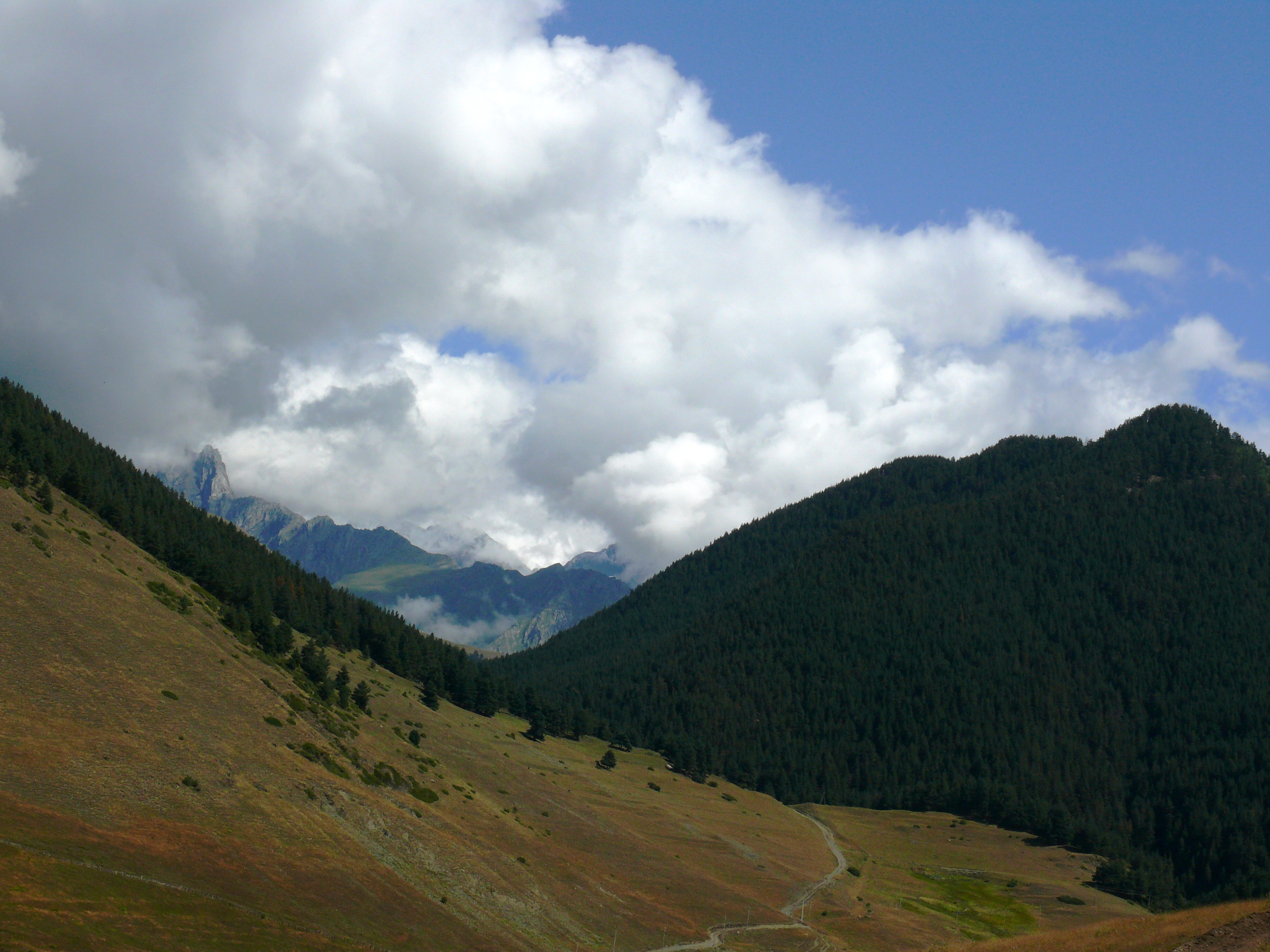
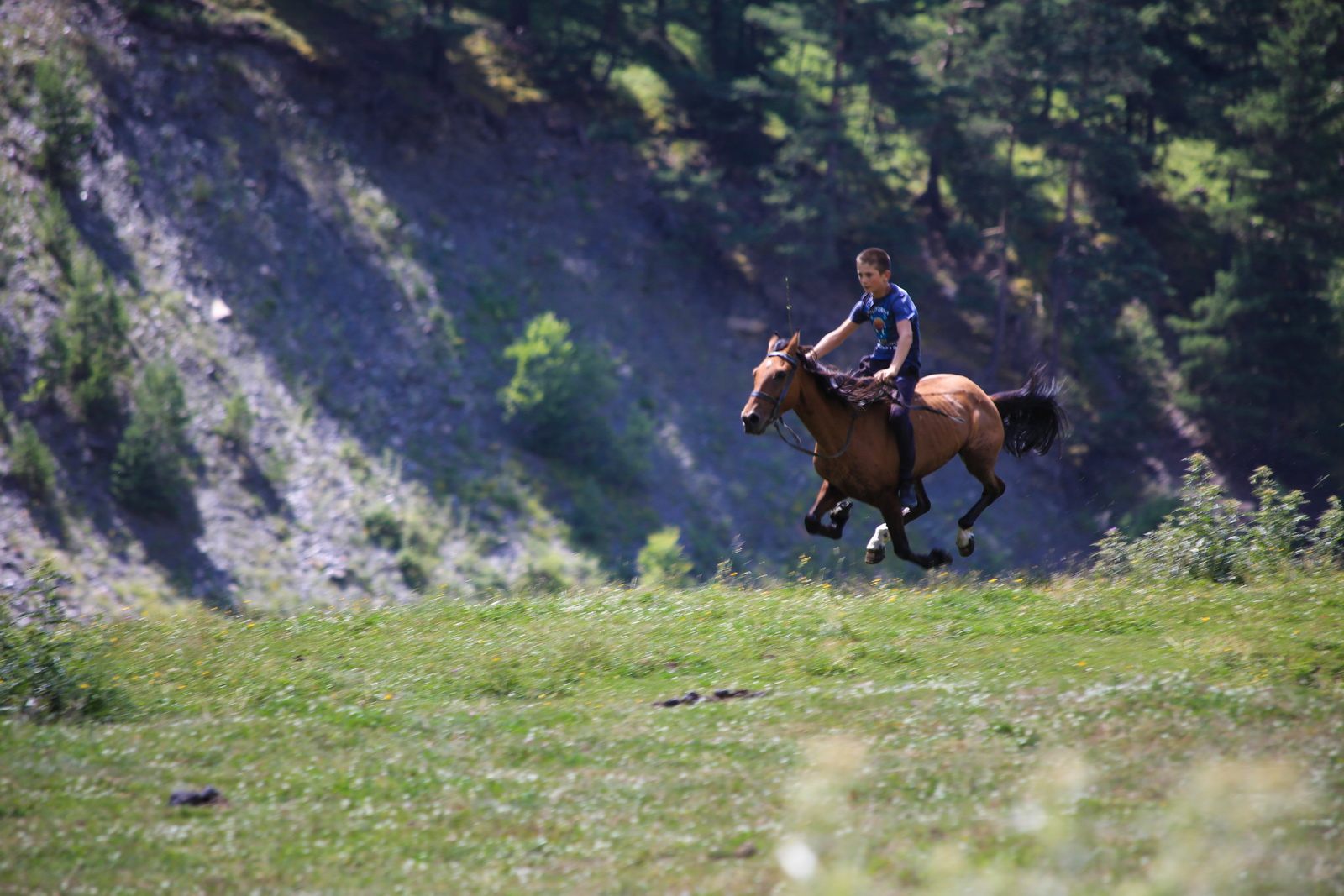
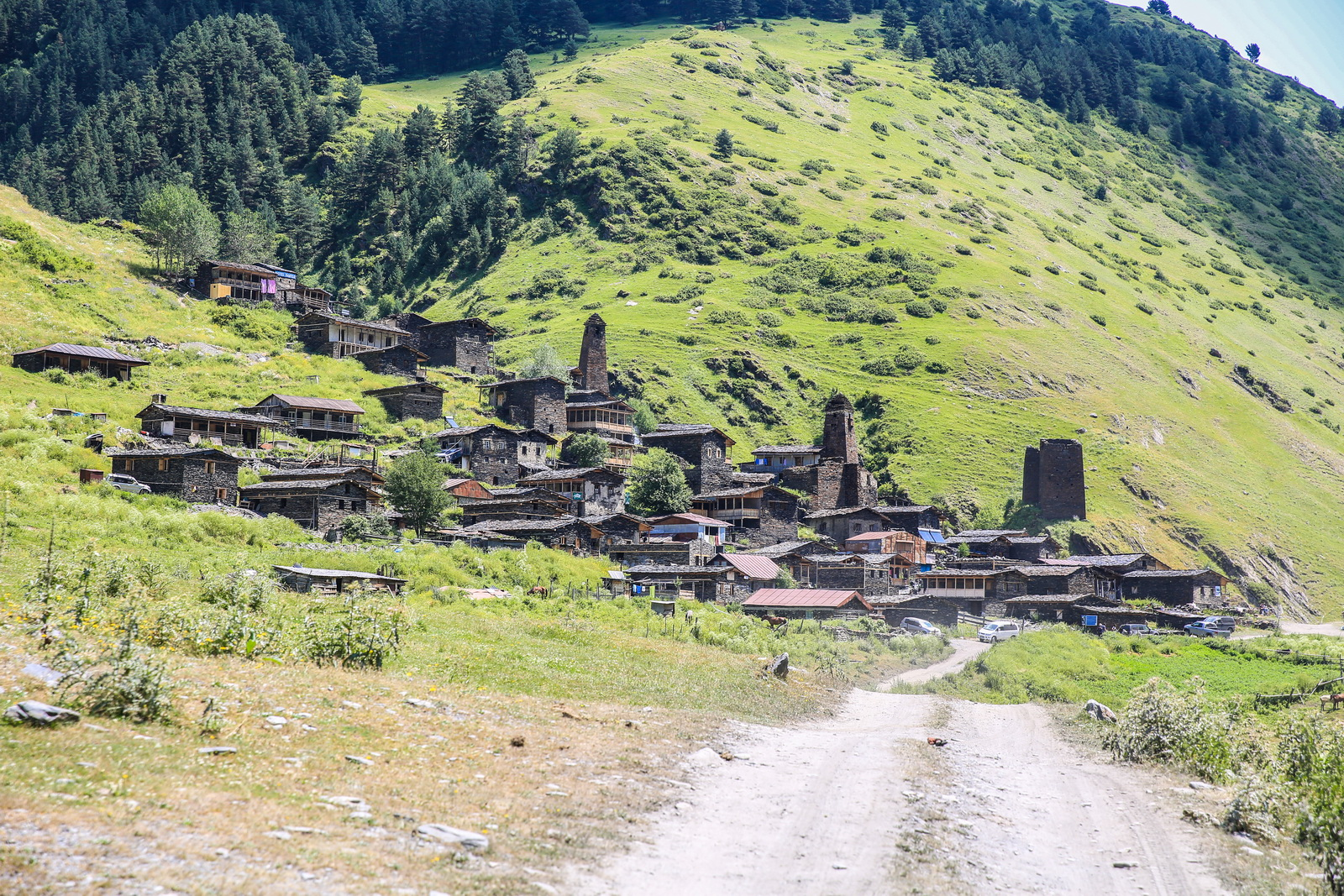
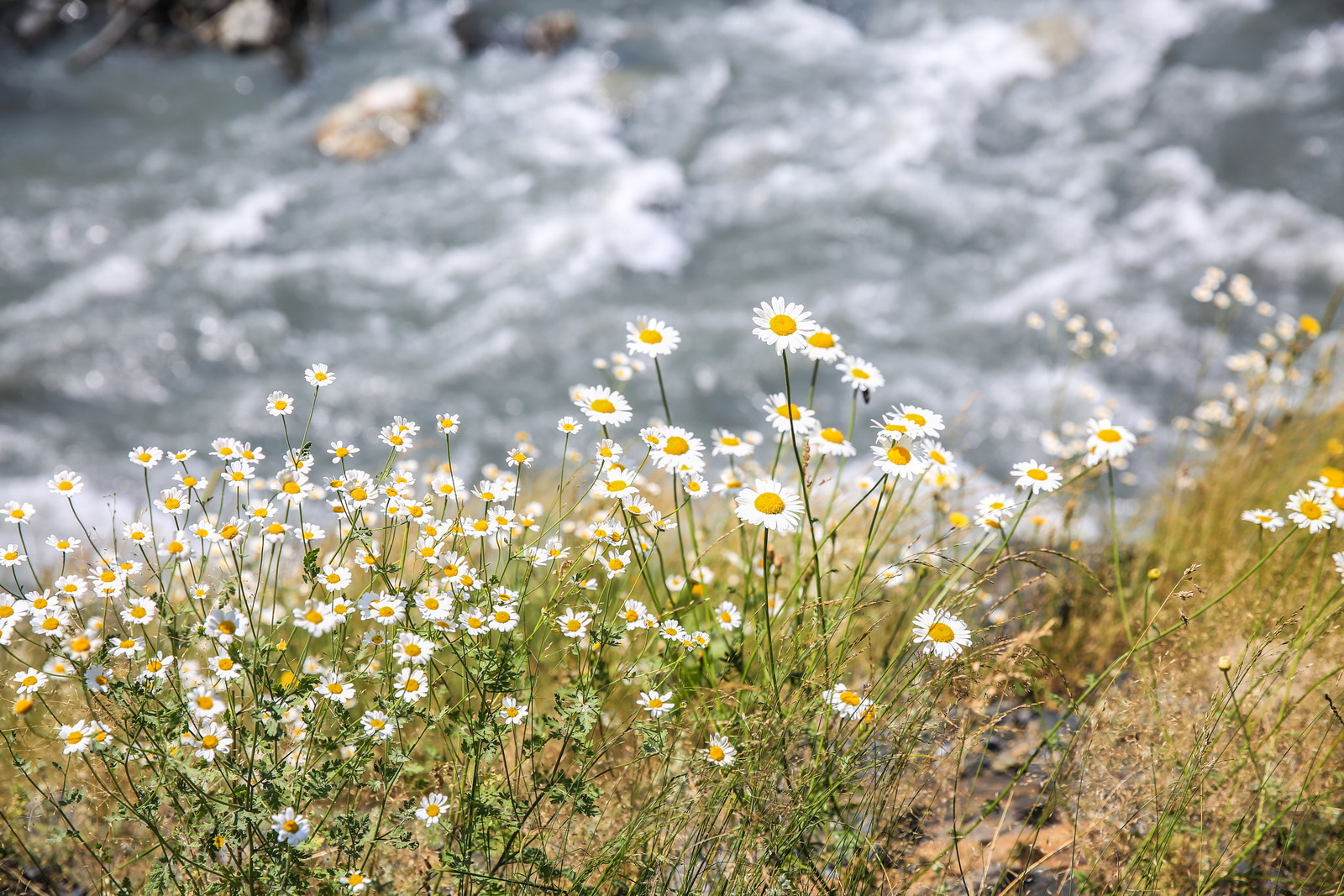
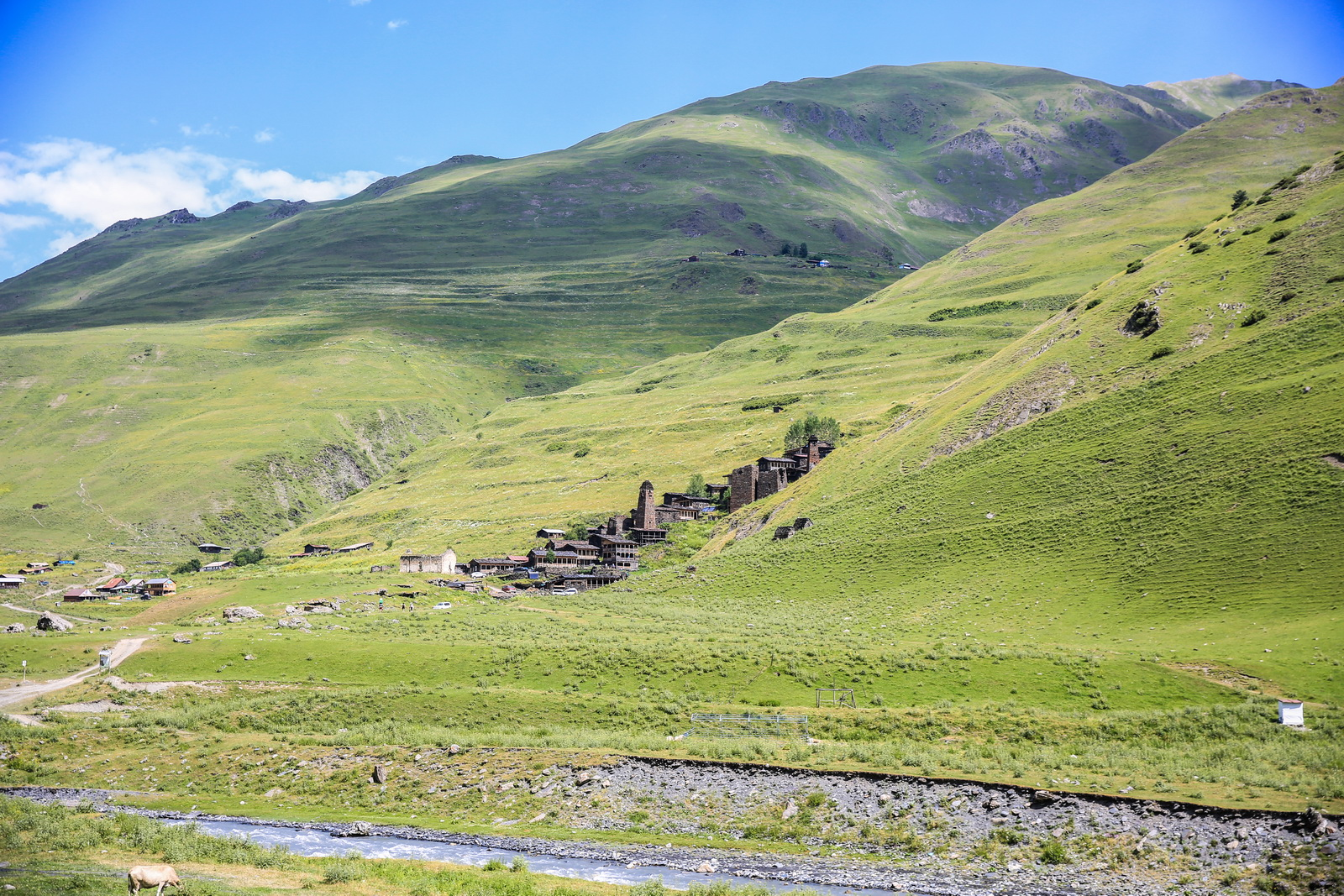
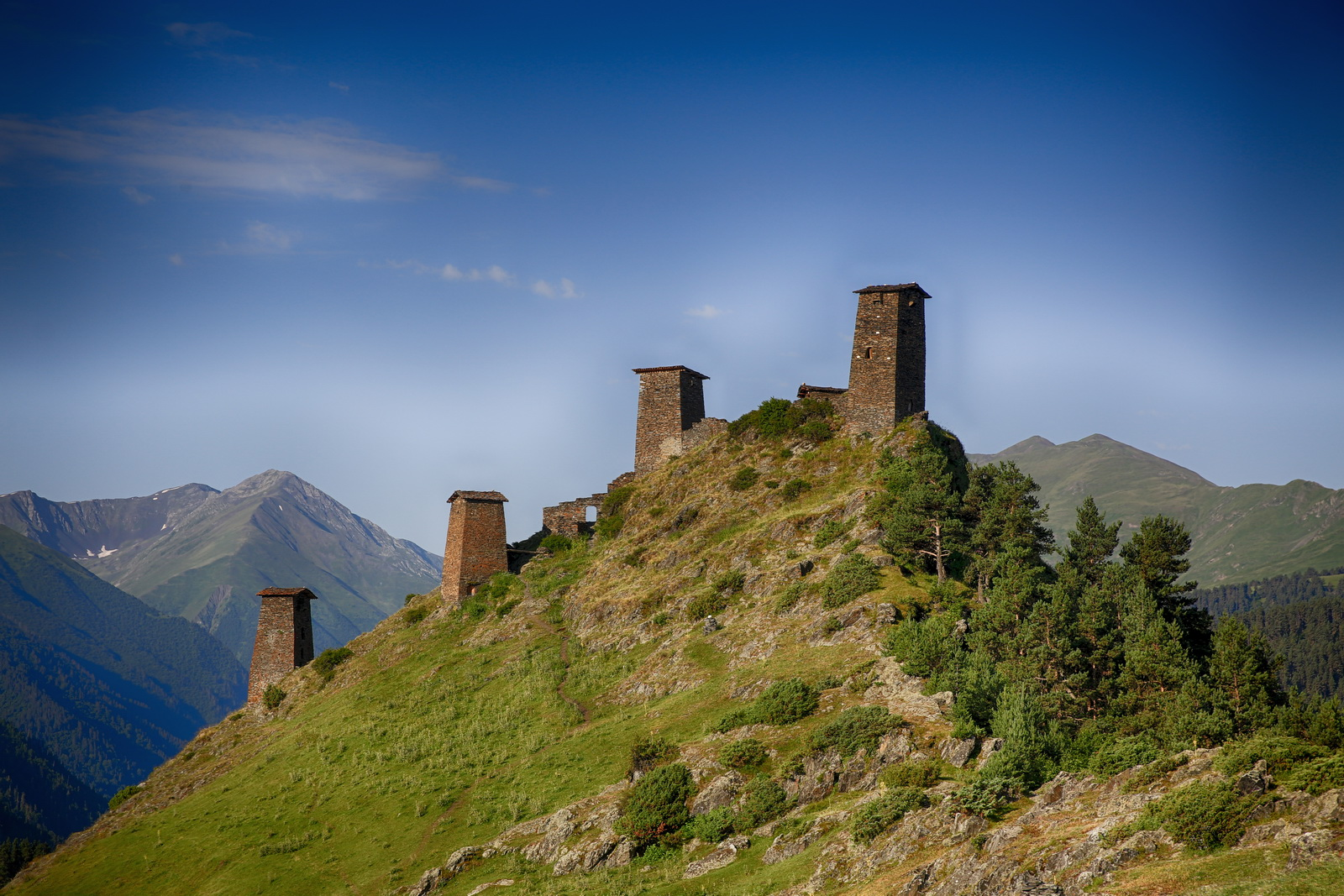
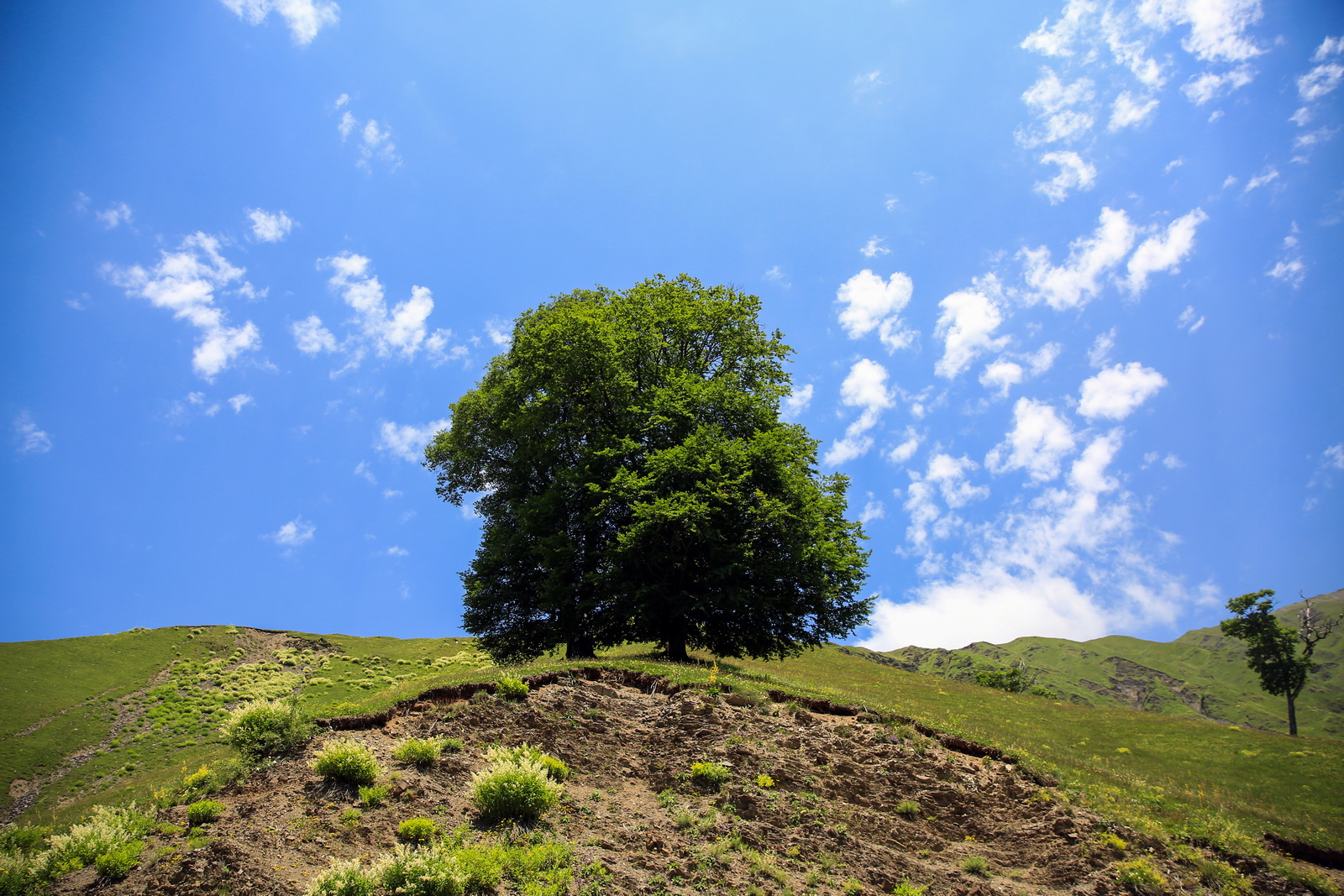
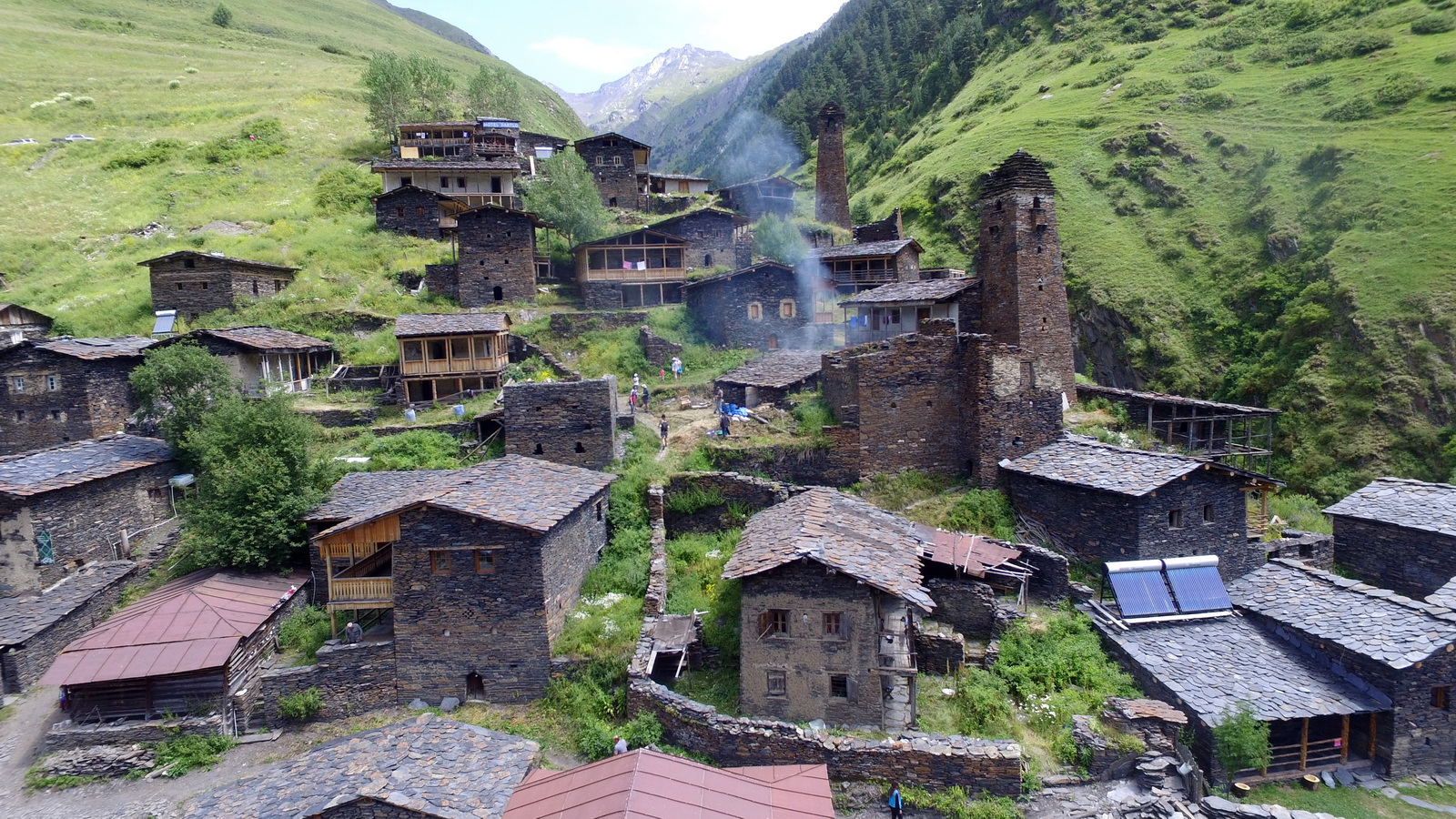
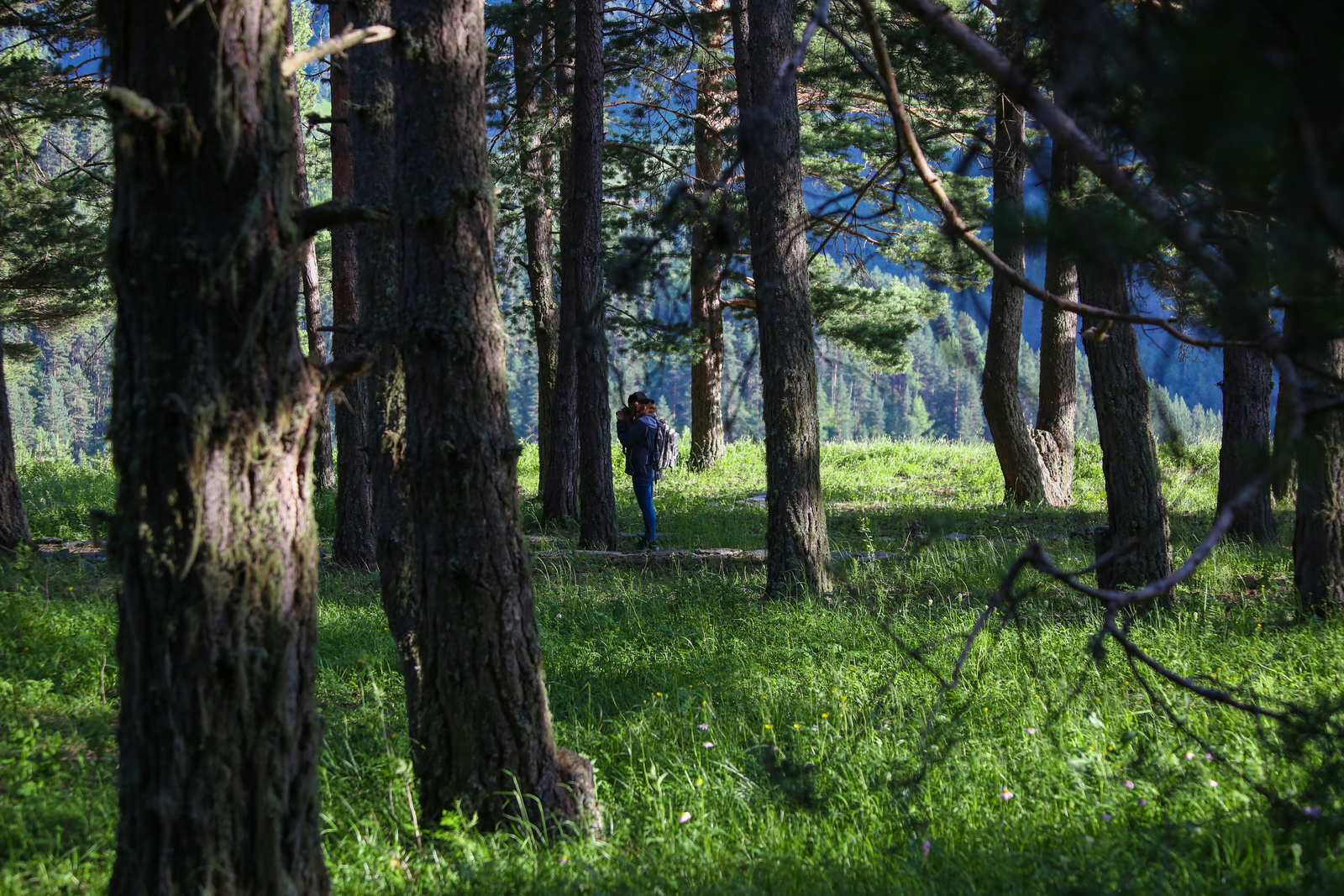
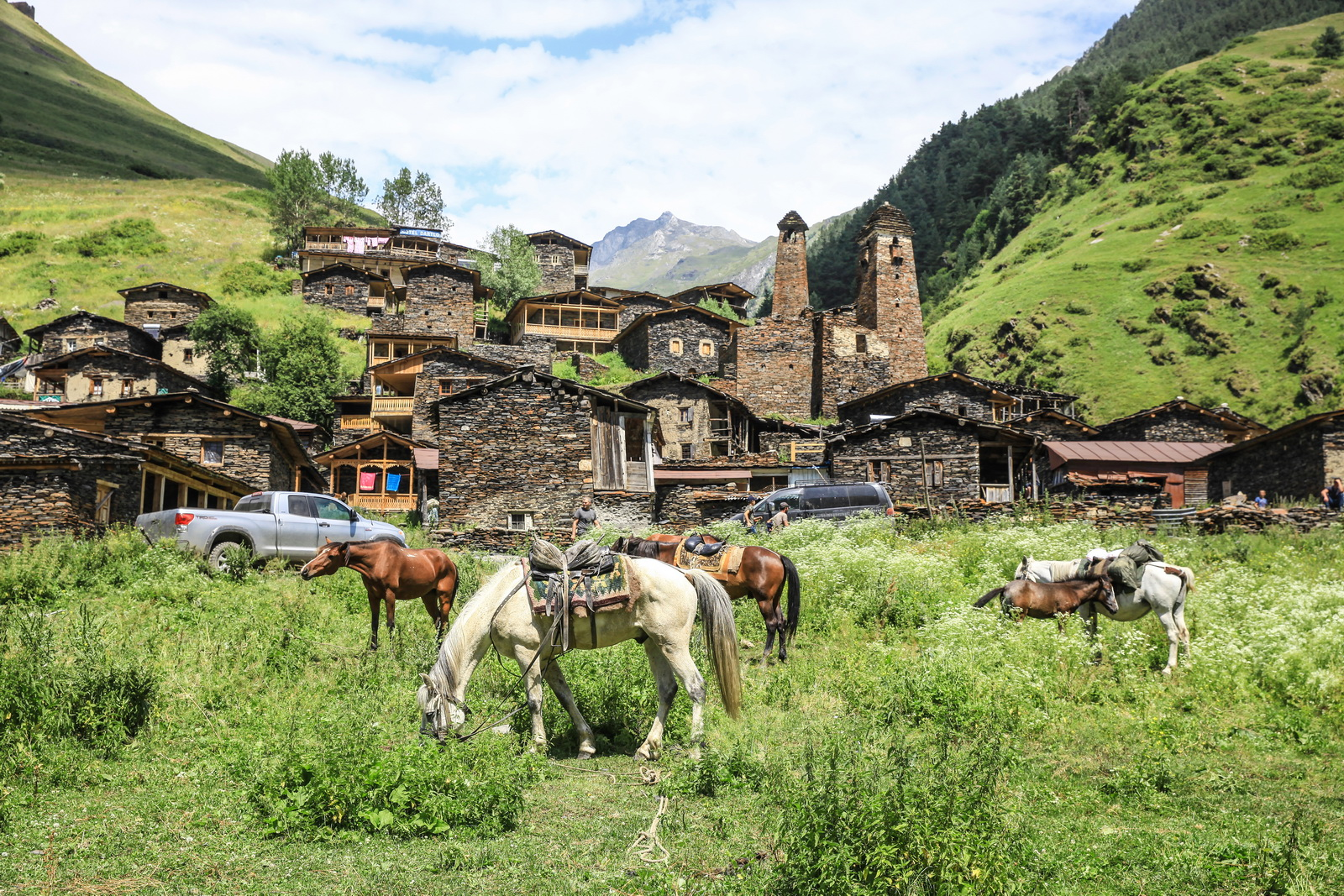